# Tabuk (Philippines)
Tabuk est une ville de 2e classe, capitale de la province de Kalinga aux Philippines.
Selon le recensement de 2010, elle est peuplée de 103 912 habitants.

## Barangays

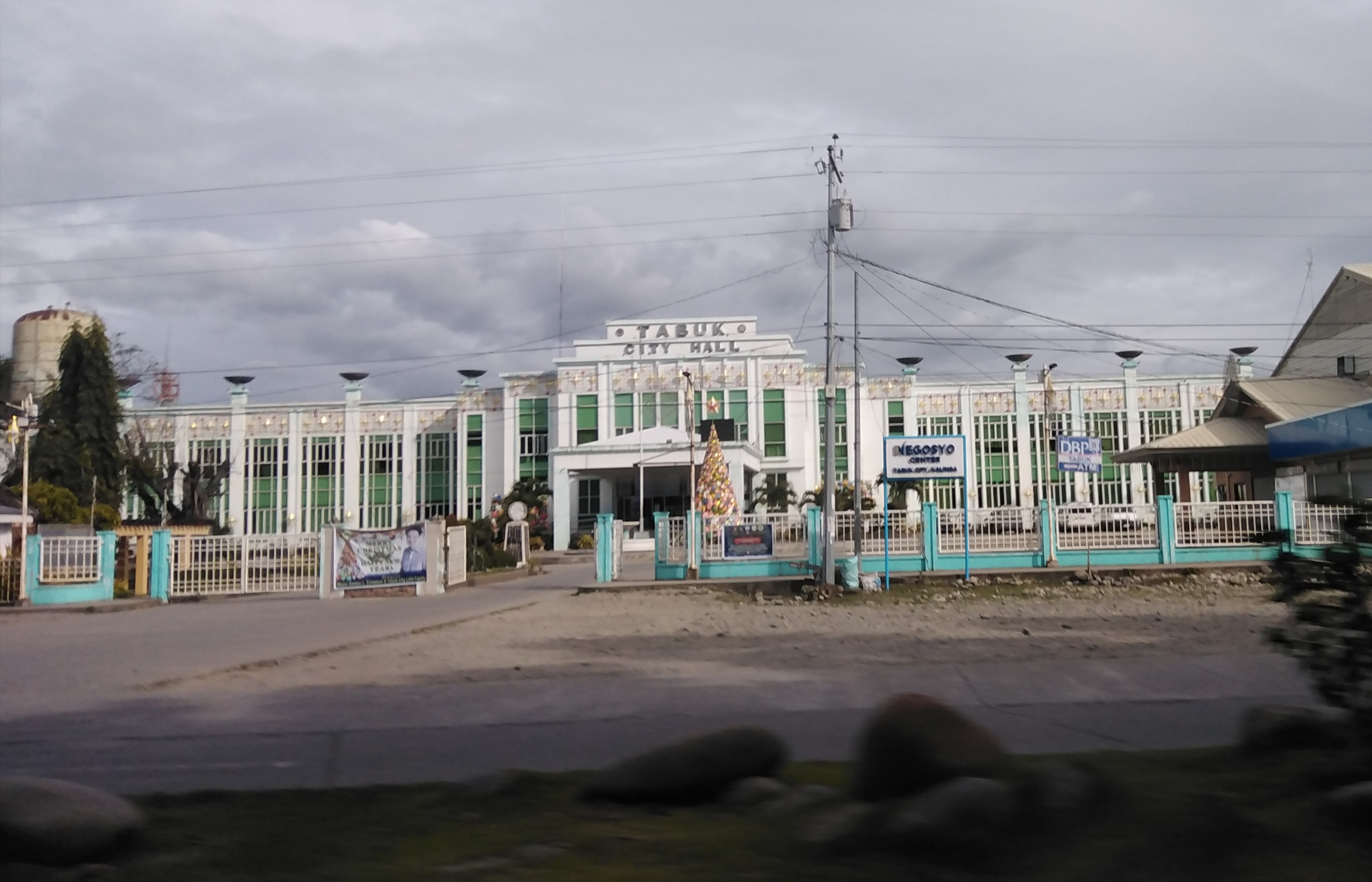
Hôtel de ville de Tabuk

Tabuk est divisée en 42 barangays :
- Agbannawag
- Amlao
- Appas
- Bagumbayan
- Balawag
- Balong
- Bantay
- Bulanao
- Bulanao Norte
- Cabaritan
- Cabaruan
- Calaccad
- Calanan
- Dilag
- Dupag
- Gobgob
- Guilayon
- Ipil
- Lanna
- Laya East
- Laya West
- Lucog
- Magnao
- Magsaysay
- Malalao
- Masablang
- Nambaran
- Nambucayan
- Naneng
- Dagupan Centro
- San Juan
- Suyang
- Tuga
- Bado Dangwa
- Bulo
- Casigayan
- Cudal
- Dagupan West
- Lacnog
- Malin-awa
- New Tanglag
- San Julian

## Démographie
| Année | Habitants | Évolution |
| ----- | --------- | --------- |
| 1995  | 63 507    | -         |
| 2000  | 78 633    | 23,82 %   |
| 2007  | 87 912    | 11,80 %   |
| 2010  | 103 912   | 18,20 %   |